# Gashaw Asfaw
Gashaw Asfaw Melese (26 september 1978) is een Ethiopische langeafstandsloper, die is gespecialiseerd in de marathon. Hij nam eenmaal deel aan de marathon op de Olympische Spelen.

## Loopbaan
Gashaw Asfaw won een zilveren medaille op de marathon tijdens de Afrikaanse Spelen in 2003. In dat jaar werd hij ook tweede op de marathon van Dubai, die hij het jaar erop won.
Op de marathon tijdens de wereldkampioenschappen van 2005 in Helsinki liep Asfaw op het 35 kilometerpunt nog bij de drie achtervolgers van Jaouad Gharib, maar moest op dat moment uitstappen. In 2006 won hij de marathon van Parijs. Hij eindigde op een veertiende plaats op de WK van 2007 in Osaka.
In 2008 kwalificeerde hij zich voor de Olympische Spelen van Peking, waar hij op de marathon zevende werd.

## Persoonlijke records
| Onderdeel      | Prestatie | Datum            | Plaats |
| -------------- | --------- | ---------------- | ------ |
| halve marathon | 1:02.35   | 2 september 2006 | Rijsel |
| marathon       | 2:08.03   | 9 april 2006     | Parijs |

## Palmares

### 10 Eng. mijl
- 2004:  Dieci Miglia del Garda - 47.56

### halve marathon
- 2004:  halve marathon van Djibouti - 1:03.29
- 2004:  Marvejols-Mende - 1:11.57
- 2006:  Marvejols-Mende - 1:12.32

### marathon
- 2001:  marathon van Addis Ababa - 2:30.22
- 2002: 8e marathon van Venetië - 2:15.19
- 2003:  marathon van Dubai - 2:10.40
- 2003: 9e marathon van Rome - 2:13.53
- 2003:  Afrikaanse Spelen in Abuja - 2:26.08
- 2004:  marathon van Dubai - 2:12.49
- 2004: 4e marathon van Parijs - 2:10.36
- 2004: 8e marathon van Berlijn - 2:09.47
- 2004:  marathon van Addis Ababa - 2:22.27
- 2005:  marathon van Mumbai - 2:13.59
- 2005:  marathon van Parijs - 2:09.25
- 2005:  Joon Ang Seoul International - 2:09.31
- 2005: DNF WK
- 2006: 5e marathon van Mumbai - 2:14.19
- 2006:  marathon van Parijs - 2:08.03
- 2006: 11e halve marathon van Lille - 1:02.35
- 2007:  marathon van Mumbai - 2:12.33
- 2007:  marathon van Parijs - 2:09.53
- 2007: 14e WK - 2:20.58
- 2008: 9e marathon van Dubai - 2:12.03
- 2008: 4e Boston Marathon - 2:10.47
- 2008: 7e OS - 2:10.52
- 2008:  marathon van Shanghai - 2:09.28
- 2009: 4e marathon van Dubai - 2:10.59
- 2009: 6e marathon van Boston - 2:10.44
- 2009:  Toronto Waterfront Marathon - 2:09.22
- 2009:  marathon van Shanghai - 2:10.10
- 2010:  marathon van Shanghai - 2:11.34
- 2010: 6e marathon van Boston - 2:10.53
- 2010: 5e Toronto Waterfront Marathon - 2:08.54,1
- 2011: 9e marathon van Daegu - 2:11.34
- 2011: 5e marathon van Kosice - 2:15.11
- 2011: 8e marathon van Shanghai - 2:12.37
- 2012: 9e marathon van Daegu - 2:11.51
- 2012: 7e marathon van San Diego - 2:12.56
- 2012:  marathon van Rennes - 2:09.47
- 2013: 25?e marathon van Mumbai - 2:40.46
- 2013:  marathon van Ottawa - 2:10.23,5
- 2013: 7e marathon van Taiyuan - 2:14.08
- 2013: 6e marathon van Libreville - 2:23.18
- 2015: 12e marathon van Singapore - 2:26.56

### ultramarathon
- 2015: 15e Old Mutual Two Oceans (56 km) - 3:22.36
- 2015: 16e Old Mutual Two Oceans (50 km) - 3:00.21